# Милун Минић
Милун Минић — Шумадинац (Прељина, код Чачка, 31. март 1906 – Ошљане, код Књажевца, 20. септембар 1942) био је учесник Народноослободилачке борбе и народни херој Југославије.

## Биографија
Рођен је 31. марта 1906. године у селу Прељини, код Чачка од оца Владимира и мајке Јелке.
Потицао је из имућне сељачке породице. Због Првог светског рата, основну школу је завршио тек у школској 1921/22. години. Пошто је због окупације изгубио неколико година, одлучио се да гимназију полаже приватно. Матурирао је 1928. године у Чачанској гимназији. Ослобођен је полагања усменог дела испита због одличног успеха у осмом разреду и одлично урађених писмених задатака на вишем течајном испиту.
Након тога се уписао на Правни факултет у Београду, где је дипломирао 1933. године.
Након дипломирања вратио се у родни крај. Због урођеног недостатка — десна рука му је била краћа од леве, био је ослобођен од служења војске. Након неколико месеци од дипломирања добио је први службу — постао је приправник у Среском суду у Горњем Милановцу.

### Политички рад
Још у току студија, на Београдском универзитету, учествовао је у револуционарном студентском покрету, али није био члан Комунистичке партије. Након доласка у Горњи Милановац, повезао се са људима из опозиције, па је у време мајских избора 1935. године агитовао и позивао народ да гласа за листу Удружене опозиције.
Због агитације за листу Удружене опозиције, али и својих политичких ставова, власти су га често премештали из једног у друго место. Службовао је у Косовској Митровици, Гучу, Чачку и другим местима. У време ангажовања Комунистичке партије Југославије (КПЈ) на спровођењу политике народног фронта, Милун је почео да ступа у контакт са истакнутим револуционарима из чачанског краја, а пре свега са Милком и Милошем Минићем. Преко њих је добијао инструкције за рад међу људима.
Због ангажовања на спровођењу политике народног фронта, за коју је власт знала сумњала да је повезана с комунистима, Милун је поново био премештен. Овај пут даље од родног краја — у Књажевац, у источној Србији. Године 1939. поново је био премештен, али у оближње село Андрејевац, где је радио као судија Среског суда. Као поштен судија, веома брзо је стекао симпатије међу оближњим становништвом. У новој средини, повезао се са члановима Комунистичке партије, а почетком 1941. године је био примљен у њено чланство.
Након окупације Југославије, априла 1941. године, заједно са осталим члановима КПЈ и СКОЈ-а, активно је радио на сакупљању оружја и муниције.
Два дана након напада Немачке на Совјетски Савез, 22. јуна 1941. године, као јавно антифашистички оријентисан био је ухапшен. Саслушаван је зато што је у селу Дебелица 24. јуна 1941. године, након повратка из села Мањинца, говорио окупљенима да „има бораца у шуми”, те да се сви морају борити против Немаца.
Био је затворен у згради Среског суда у Андрејевцу, где је пре рата радио, али је успео да побегне и пребаци се у Књажевац, искористивши тренутно одсуство писара Јелена Мишића. Прво је побегао у Краљево Село, а затим преко Јелашнице у Књажевац. Једно време се крио на терену Доњег Зунича, одакле је отишао у Радичевац, па у Ново Корито.
Када је у близини села Штрбац 8. августа 1941. године био формиран Заглавско-тимочки партизански одред, био је међу његовим првим борцима.
Иако са краћом десном руком, истицао се у свим акцијама Одреда. У ноћи 5/6. септембра 1941. године, уз помоћ партизана Аце Ђорђевића, усепо је да у селу Радичевац разоружа 24 жандарма. Ову акцију је извео веома смишљено — група жандара, међу којима и командир жандармеријске станице је мислила да се испред њих налази већа партизанска јединица и предала се. Потом је Милун приморао командира да га води од заседе до заседе и тако је разоружао све жандарме. О овој веома успешној акцији писао је и „Билтен Главног штана НОПОЈ” број шест од 18. септембра 1941. године, у одељку под називом „Борбе и акције”:
| „ | Партизан М. из Књажевачког одреда, у извршењу добивеног задатка, наишао је на више патрола у јачини од 24 жандарма и финанса. Он се није ни за тренутак збунио, иако му је претила велика опасност. Његова једина мисао била је — часно извршити добивени задатак. И он га је извршио. Својим одличним држањем и присебним сналажењем, наш партизан М. придобио је неке сељаке на своју страну и, не оклевајући, прешао у напад. Патроле су биле разоружане, жандарми и финанси побијени, а партизански одред појачао је своје наоружање са новим пушкама, муницијом и осталом ратном спремом. Партизан М. је пример храбрости и одлучности, присебности и савесног извршавања постављеног му задатка. М. заслужује нашу похвалу. | ” |

Убрзо после ове акције, организовао је и извео још један подвиг — са двојицом другова извршио је напад на Андрејевац, 8. септембра 1941. у коме се налазио Среско начелство Тимочког среза. Најпре су растерали жандарме, а потом су спалили архиву Среског начелства и Пореске управе и демолирали пошту. Ова и друге акције, веома су популарно одјекнуле међу народом тимочког среза. Све више је расла популарност партизана, а посебно Милуна, кога су звали „Шумадинац”. Због његове активности и популарности, немачка команда у Зајечару је издала објаву којом се тражи 15 људи. Међу њима је било и име Милуна Минића, судије из Андрејевца. На овој објави, стајао је натпис — Ко једну од горе наведених особа, живу или мртву, преда Окружној командатури, добиће награду од 5.000 до 10.000 динара.
Након ове објаве, Милун је био повучен са овог терена и пребачен на терен села Доње Зуниче, Јелашнице и Јаковца. Одлуком Окружног комитета КПЈ за Зајечар, 8. октобра 1941. године, од Бољевачког и Заглавско-тимочког одреда формиран је Књажевачко-бољевачки партизански одред, који је имао три чете. Милун је био члан Штаба одреда и командовао је једном четом. Са овим Одредом, Милун је учествовао у акцијама — уништења рудника „Добра срећа”, уништењу железничког моста на Грлишкој реци, уништењу железничког моста у селу Вратарници, нападу на Андрејевац, нападу на рудник „Подвис”, разбијању четника изнад села Радичевац, разоружавању финанса и друго.

### Погибија
У току лета 1942. године, за време тзв. „Аћимовићеве офанзиве”, партизанска чета под Милуновом командом је вршила акције на обронцима Старе планине. Крајем септембра 1942. године, његова чета је вршила нападе на жандармеријске станице недићеве Пољске страже. С тим циљем, чета је у току ноћи 19/20. септембра 1942. године стигла у село Ошљане, код Књажевца. Један припадник четника Косте Пећанца, осујетио је партизански напад и то дојавио командиру жандармеријске станице. Недићевци су спремно дочекали партизански напад, па је Милун већ на самом почетку напада био тешко рањен. Не могавши да се даље бори и видевши да је даљи напад узалудан, наредио је повлачење.
У зору 20. септембра 1942. године, недалеко од места где је био рањен, Милун је како не би пао жив непријатељу у руке, извршио самоубиство. Недићевци нису знали ко је био убијени партизан, па су његово тело однели у Андрејевац и изложили га у дворишту сеоске амбуланте, где су сељаци морали да дођу како би препознали погинулог партизанског команданта.
Јула 1945. године народ села Андрејевца је на народном збору донео одлуку да се ово село понесе назив Минићево у част Милуна Минића. Године 1974. Минићево и Прељина, родно место Милуна Минића, су се побратимили, а та традиција је опсатала до данашњих дана. Његово име данас носе улице у Чачку, Зајечару и Књажевцу, као и у селу Грљан. У парку у центру Минићева 1954. године му је подигнута спомен-биста. У селу Ошљаре, не месту где је погинуо је подигнут камени-белег. Такође, његова спомен-биста налази се и у родној Прељини. Она је свечано откривена на Дан устанка народа Србије 7. јула 1974. године, а њен аутор је вајар Живорад Максимовић.
Указом председника Федертивне Народне Републике Југославије Јосипа Броза Тита, 6. јула 1953. године, проглашен је за народног хероја.
У току Народноослободилачког рата, погинуо је и Милунов рођени брат Радослав Раде Минић (1910—1943). Он је живео у Чачку, где је радио као обућар. Након ослобођења Чачка, 1. октобра 1941. године, био је члан градског Народноослободилачког одбора. Касније се налазио на дужности секретара Окружног комитета КПЈ за Чачак. Недићевци су га ухватили 27. фебруара 1943. године у селу Вапи, заједно са још четворицом чланова ОК КПЈ за Чачак, међу којима је био и Момчило Вилимановић. Након тога, они су предати Немцима и послати у логор на Бањици. Радослав је стрељан 14. маја 1943. године на стратишту у Јајинцима.